# فوئنتلیسندو
فوئنتلیسندو (به اسپانیایی: Fuentelisendo) یک شهرستان در اسپانیا است.